# Toshio Yodoi
Toshio Yodoi (淀井 敏夫, Yodoi Toshio, 15 février 1911 - 14 février 2005) est un sculpteur japonais, pionnier de l'art moderne et contemporain au Japon. En 1994, il est officiellement reconnu par le gouvernement japonais comme « personne de mérite culturel » et en 2001, l'Ordre de la Culture lui est conféré.

## Jeunesse
Toshio naît en 1911 à Asago dans la préfecture de Hyōgo. Il est diplômé en 1933 de l'école des beaux-arts de Tokyo.

## Honneurs
L'empereur Akihito confère personnellement l'Ordre de la Culture au sculpteur Toshio Yodoi tandis que le premier ministre Junichiro Koizumi looked on. Seules les prix et récompenses des rangs les plus élevés, comme ce prix prestigieux, sont accordés personnellement par l'empereur.
- 2001 – Ordre de la Culture[3].
- 1994 – Personne de mérite culturel[1].

## Source
- Yodoi, Toshio. (1997) 彫刻家淀井敏夫の世界展 : 溶け合う形, 自然と人と (Chōkokuka Yodoi Toshio no sekai ten: tokeau katachi, shizen to hito to or Nature and human beings, a fusion of forms: the sculpture of Toshio Yodoi). Tokyo: Setagaya Bijutsukan. OCLC 46715855